# 彼得·羅利馬
彼得·柏德力·羅利馬（Peter Patrick Lorimer，1946年12月14日—2021年3月20日），是一名前蘇格蘭足球員，於1960年代到1970年代效力當時非常強盛的列斯聯。

## 早期
1962年5月，羅利馬簽約成為列斯聯的球員，年僅15歲时便首次代表列斯聯上陣，创造了列斯聯目前為止上陣球員年齡最小的紀錄，初期一直被球隊投閒置散，及後才真正取得成功。

## 列斯聯
1966年，羅利馬受到重用，上陣34場攻入19球，成為球隊首席神射手，作為中場這已是非常驚人的數字，奠定往後10多年他在列斯聯的地位。雖然他是一個中場，但相比起傳中，他更愛入楔和射球，另外他的射球非常強勁，因而他的射球为他赢得了特快列車（HotShot）和雷電射（Thunderboots）等绰号，有一次的射球更達時速90英哩。
1968年，在唐·李維帶領下的列斯聯贏得聯賽盃和歐洲博覽會盃，羅利馬在當季轟入30球，及後他又協助列斯聯於1969年奪得首個甲組聯賽冠軍。良好的表現為他爭取到首次代表蘇格蘭上陣的机会。
1970年，列斯聯希望競逐三冠王，不過最終一無所獲，羅利馬整季射入19球。1971年，列斯聯再次奪得歐洲博覽會盃，1972年又贏得足總杯，當季他攻入29球，其中23球在聯賽中射入。一年後列斯聯再次晉級足總杯決賽衛冕冠軍，但不幸以0-1負於乙組的，他有一個離門6碼的射門被對方門將吉米·蒙哥马利撲出再彈楣不入，錯失扳平機會。同年列斯聯在亦以相同比分負於AC米蘭失落冠軍。
1974年，開季列斯聯創下29場聯賽不敗紀錄，順利奪得當季聯賽冠軍。羅利馬帶領球隊殺入歐洲冠军盃決賽，可惜最終以0-2敗給拜仁慕尼黑，這是唐·李維執教列斯聯期間的最後一個獎盃，及後他被任命成为了英格蘭領隊。

## 後期
隨著唐·李維的離開，逐漸老化的強勁陣容亦開始解散，羅利馬則憑著豐富的經驗帶領一班年青小將繼續作戰，直到1979年才離開列斯聯，先後加盟了約克城、北美洲足球聯賽的多倫多暴風雪和溫哥華白浪及愛爾蘭球會都柏林大學足球會。不過與列斯聯時期相比，顯然有點失色，最後在1983年，當時已年屆37歲的羅利馬重返列斯聯，最終在其40歲生日前退役，整個足球生涯一共為列斯聯上陣703場，攻入238球，成為列斯聯目前為止最多入球的球員。

## 榮譽

### 球員時代
里茲聯
- (舊)英格蘭甲級聯賽冠軍：1968/69年（英语：1968–69 Football League First Division），1973/74年（英语：1973–74 Football League First Division）
- 英格蘭足總盃冠軍：1971/72年
- 英格蘭聯賽盃冠軍：1967/68年
- 英格蘭慈善盾冠軍：1969年
- 國際城市博覽會盃冠軍：1967/68年，1970/71年

## 外部連結
- 足球数据库：彼得·羅利馬的球员统计数据